# کاتسوهیتو آکی‌یاما
کاتسوهیتو آکی‌یاما (انگلیسی: Katsuhito Akiyama; ۲۹ ژانویهٔ ۱۹۵۰ – ) Director، فیلم‌نامه‌نویس، storyboard artist اهل ژاپن بود.